# Thon-Samson
Thon-Samson (wa. Ton-Sanson) – dzielnica (section) miasta Andenne w Belgii, w Regionie Walońskim, w prowincji Namur, w okręgu Namur. 1 stycznia 2020 roku liczyła 831 mieszkańców. Do 31 grudnia 1976 r. samodzielna gmina. Leży nad rzeką Samson.  

## Demografia
Liczba mieszkańców, stan na 1 stycznia:
| Rok                | 1930 | 1947 | 1961 | 2020 |
| ------------------ | ---- | ---- | ---- | ---- |
| Liczba mieszkańców | 869  | 863  | 797  | 831  |